# Márton Bene
Márton Bene (ur. 1 października 1986 w Budapeszcie) – węgierski narciarz alpejski, uczestnik Zimowych Igrzysk Olimpijskich 2010.

## Kariera
Pierwszy raz na zawodach międzynarodowych pojawił się 8 stycznia 2003 roku podczas uniwersyteckich zawodów w austriackim Sankt Lambrecht. Zajął tam w gigancie 53. miejsce. W swojej karierze nie startował w zawodach Pucharu Świata.
Zimowe Igrzyska Olimpijskie 2010 w Vancouver były jego jedynymi igrzyskami. Nie ukończył tam slalomu, a w gigancie uplasował się na 71. miejscu. Czterokrotnie startował na mistrzostwach świata. Najlepszy wynik osiągnął w 2009, podczas mistrzostw w Val d’Isère, gdzie w gigancie zajął 72. miejsce.
Trzykrotnie uczestniczył w mistrzostwach świata juniorów. Najlepszy wynik osiągnął na mistrzostwach w kanadyjskim Québecu, gdzie w slalomie zajął 35. miejsce. Startował dwukrotnie na Uniwersjadzie.

## Osiągnięcia

### Igrzyska olimpijskie
| Miejsce | Dzień     | Rok  | Miejscowość | Konkurencja | Czas biegu  | Strata   | Zwycięzca        |
| ------- | --------- | ---- | ----------- | ----------- | ----------- | -------- | ---------------- |
| 71.     | 23 lutego | 2010 | Vancouver   | Gigant      | 3:05,97 min | +28,14 s | Carlo Janka      |
| DNF1    | 27 lutego | 2010 | Vancouver   | Slalom      | -           | -        | Giuliano Razzoli |

### Mistrzostwa świata
| Miejsce | Dzień     | Rok  | Miejscowość            | Konkurencja | Czas biegu  | Strata | Zwycięzca       |
| ------- | --------- | ---- | ---------------------- | ----------- | ----------- | ------ | --------------- |
| 72.     | 13 lutego | 2009 | Val d’Isère            | Gigant      | 2:50,76 min | -      | Carlo Janka     |
| BDNF1   | 15 lutego | 2009 | Val d’Isère            | Slalom      | -           | -      | Manfred Pranger |
| 101.    | 18 lutego | 2011 | Garmisch-Partenkirchen | Gigant      | 2:26,73 min | -      | Ted Ligety      |
| BDNF2   | 17 lutego | 2013 | Schladming             | Slalom      | -           | -      | Marcel Hirscher |

### Mistrzostwa świata juniorów
| Miejsce | Dzień     | Rok  | Miejscowość  | Konkurencja | Czas biegu  | Strata   | Zwycięzca        |
| ------- | --------- | ---- | ------------ | ----------- | ----------- | -------- | ---------------- |
| DNS1    | 12 lutego | 2004 | Maribor      | Supergigant | -           | -        | Hans Olsson      |
| 89.     | 13 lutego | 2004 | Maribor      | Gigant      | 2:36,21 min | +18,81 s | Jeffrey Harrison |
| DNF1    | 14 lutego | 2004 | Maribor      | Slalom      | -           | -        | Raphael Fässler  |
| 51.     | 24 lutego | 2005 | Bardonecchia | Slalom      | 1:50,31 min | +26,21 s | Filip Trejbal    |
| 95.     | 25 lutego | 2005 | Bardonecchia | Supergigant | 1:43,93 min | +18,73 s | Michael Gmeiner  |
| 73.     | 27 lutego | 2005 | Bardonecchia | Gigant      | 2:31,40 min | +21,12 s | Michael Gmeiner  |
| 35.     | 5 marca   | 2006 | Québec       | Slalom      | 1:49,63 min | +16,65 s | Mikkel Bjørge    |
| 68.     | 6 marca   | 2006 | Québec       | Gigant      | 2:43,70 min | +23,20 s | Stefan Guay      |